# Tools of the Trade
Tools of the Trade EP je britanskog death metal-sastava Carcass. Diskografska kuća Earache Records objavila ga je 23. lipnja 1992. Pjesme iz albuma također su se pojavile na albumu Gods of Grind iz 1992.

## Popis pjesama
Tekstovi: Jeff Walker, osim gdje je navedeno drugačije. 
| 1. | »Tools of the Trade«       | 3:07 |
| 2. | »Incarnated Solvent Abuse« | 4:45 |

| Strana B | Strana B                               | Strana B           | Strana B | Strana B | Strana B | Strana B | Strana B | Strana B | Strana B |
| Br.      | Skladba                                | Tekstopisac        | Trajanje |          |          |          |          |          |          |
| -------- | -------------------------------------- | ------------------ | -------- | -------- | -------- | -------- | -------- | -------- | -------- |
| 3.       | »Pyosified (Still Rotten to the Gore)« | Walker, Bill Steer | 3:10     |          |          |          |          |          |          |
| 4.       | »Hepatic Tissue Fermentation II«       |                    | 6:37     |          |          |          |          |          |          |
| 17:39    |                                        |                    |          |          |          |          |          |          |          |

## Zasluge
Carcass
- Jeff Walker – bas-gitara, vokal
- Bill Steer – gitara
- Michael Amott – gitara, dodatni vokal
- Ken Owen – bubnjevi, dodatni vokal

Ostalo osoblje
- Colin Richardson – produkcija
- Keith Hartley – inženjer zvuka